# The Western Sugar Cooperative
The Western Sugar Cooperative è un'azienda alimentare statunitense produttrice di zucchero ricavato dalla barbabietola. Fondata originariamente a Loveland, nel Colorado, nel 1901 da Charles Boettcher con la denominazione di The Great Western Sugar Company, l'azienda è stata una delle prime a produrre zucchero nell'Ovest degli Stati Uniti. Con il passare del tempo, la compagnia si espanse, costruendo o acquistando vari stabilimenti aggiuntivi in Nebraska, Colorado, Wyoming e Montana.
Nel 1967, la Great Western Sugar Company fu venduta a Billy White, uomo d'affari del Colorado che successivamente, nel 1974, ne cedette il controllo all'organizzazione dei fratelli Hunt. Dopo anni di difficoltà economiche, nel 1985 la compagnia fu acquisita dagli inglesi della Tate & Lyle, cambiandone il nome con quello di Western Sugar Company.
Alla fine degli anni Novanta la Tate & Lyle, per fronteggiare il volubile mercato statunitense dello zucchero, iniziò a cercare un acquirente per le sue holding negli USA.
Nel dicembre del 2002, oltre 1.000 coltivatori di barbabietole si riunirono per formare una cooperativa, The Western Sugar Cooperative. Quest'ultima, il 30 aprile 2002, acquisì la Western Sugar dalla Tate & Lyle. Da allora, la cooperativa ha firmato un accordo di affitto a lungo termine degli impianti per la produzione dello zucchero a Torrington, nel Wyoming, all'American Crystal Sugar Company, rafforzando ulteriormente l'attività.
Attualmente la Western Sugar ha sede a Denver e possiede stabilimenti a Scottsbluff (Nebraska), Lovell e Torrington (Wyoming), Billings (Montana), Fort Morgan e Greeley (Colorado). Possiede inoltre magazzini a Rocky Ford, Sterling e Longmont (Colorado), Gering e Mitchell (Nebraska). La produzione dell'azienda comprende tre tipologie di zucchero (grezzo, fino e nero), vendute a clienti sia privati sia industriali.